# Стромберг, Роберт
Роберт Стромберг (англ. Robert Stromberg) — американский художник по спецэффектам, художник-постановщик и кинорежиссёр. В его работы входят такие фильмы, как «Аватар» Джеймса Кэмерона, «Алиса в Стране чудес» Тима Бёртона и «Оз: Великий и Ужасный» Сэма Рэйми. Он дебютировал в качестве режиссера с фильмом «Малефисента, переосмыслении культовой диснеевской злодейки.

## Личная жизнь
Роберт Стромберг окончил Карлсбадскую среднюю школу в 1983 году, учился в Паломарском колледже и окончил Калифорнийский институт искусств.
Стромберг — дядя членов Emblem3 Китона и Уэсли Стромбергов.